# 알렉스 키드
알렉스 키드(Alex Kidd)는 세가(세가 게임즈 및 세가 인터랙티브의 전신)의 비디오 게임에 등장하는 캐릭터이다. 원숭이를 의인화한 모습을 가진 캐릭터로, 『판타지 존』의「오파오파」와 함께 소닉 더 헤지호그가 등장하기 전까지 1980년대에 세가의 마스코트 캐릭터를 담당하였다. 약칭은「알렉스」이다. 풀네임은「알렉스 키드 오사루」로, 이는「오사루 가의 왕자」를 뜻한다.

## 설정
에어리즈 별이라고 불리는 행성에 살고 있으며, 마운틴 산에서「브롯 주먹」이라고 하는 비기를 단련하는 데 힘쓰고 있었다. 좋아하는 것은 오니기리이다. (해외판에서는 햄버거로 변경되었다.)
알렉스 키드의 데뷔작인『알렉스 키드의 미라클 월드』는 「세가 마크 III에서 『슈퍼마리오 브라더스』처럼 인기 있는 액션 게임」으로 기획되었다. 『미라클 월드』의 왼쪽 버튼 점프나, 펀치로 공격(마리오는 점프로 위에서 공격하는 방식, 알렉스는 펀치로 옆에서 공격), 탈것, 보스전의 가위바위보 등은 그러한 일환으로 만든 것이다.
2001년 발매된 『세가 가가』에서는 이미 게임 캐릭터로서 일선에서 물러난 게임 판매점의 점장인 알렉스 키드의 실제 처지를 빗댄 야유라고 할지라도 받아들이는 설정으로 등장해서, 프로젝트 「세가 가가」에서 해임당해서 세가를 잘린 주인공을 점원으로 고용하고, 고민하는 주인공을 질타하고 격려하면서, 재기를 재촉한다. 목소리는 이노우에 기쿠코가 담당하였다.

## 등장하는 게임
- 『알렉스 키드』시리즈
  - 1986년 11월 1일 발매  - 알렉스 키드의 미라클 월드(세가 마크 III）
  - 1986년 12월 발매 - 알렉스 키드 더 로스트 스타즈(아케이드・마스터 시스템）
  - 1987년 11월 15일 발매 - BMX 트라이얼 알렉스 키드(마스터 시스템)
  - 1989년 - Alex Kidd High Tech World(해외판 마스터 시스템／『あんみつ姫』의 해외판)
  - 1989년 2월 10일 발매  - 알렉스 키드 천공마성(메가드라이브)
  - 1990년 - Alex Kidd in Shinobi World(해외판 마스터 시스템)
  - 2021년 - 알렉스 키드 인 미라클 월드 DX[1]
- 비디오 게임 이외
  - 1987년 - 알렉스 키드 게임 미라클 월드 대모험(보드 게임)

### 찬조출연한 게임
- 1998년 1월 발매 - 세가 새턴에서 발견!! 다마고치 팩(세가 새턴)
  - 알렉스 키드를 모티프로 한 다마고치,「알렉구치(あれくっち)」가 등장하였다.
- 2001년 3월 29일 발매 - 세가가가(드림캐스트)
- 2014년 5월 15일 발매 - 소닉&올스타 레이싱 트랜스폼드(Playstation 3、Wii U）
  - 숨겨진 캐릭터
- 일본 미발매
  - 소닉&세가 올스타즈 레이싱(닌텐도DS・Xbox 360・Playstation 3・Wii)

## 같이 보기
- 소닉 더 헤지호그

## 참조
1. ↑  《알렉스 키드: 더 로스트 스타즈》 및 《알렉스 키드 천공마성》
2. ↑  《세가가가》 및 일본어판 《소닉 & 올스타즈 레이싱 트랜스폼드》
3. ↑  영어판 《소닉 & 올스타즈 레이싱 트랜스폼드》